# Антонио Валентин Анджелило
Антонио Валентин Анджелило (Antonio Valentín Angelillo) роден на 5 септември 1937 г. в Буенос Айрес е бивш аржентински футболист, нападател и треньор. Прекарва по-голямата част от своята кариера в италианското първенство, като записва мачове с националните отбори на Аржентина и Италия.

## Кариера
Анджелило започва своята професионална кариера през 1952 г. с клуба на Арсенал де Лавалол, след което през 1955 г. прекарва един сезон с фланелката на Расинг Авалянеда, за да премине през 1956 г. в редиците на Бока Хуниорс.
Когато в края на 50-те Анджелило отива в Италия, заедно със своите сънародници Омар Сивори и Умберто Маскио, пресата им налага прозвището „Смъртоносното Трио“, дължащо се на техните голмайсторски качества.
От 1957 до 1961 г. Анджелило играе за отбора на ФК Интер, където записва 127 мача и 77 гола. В местното първенство статистиката е 113 мача и 68 гола, като през сезон 1958/59 отбелязва 33 гола в 33 мача и печели голмайсторския приз на Серия А. Въпреки всичко това, Анджелило не успява да вдигне нито една купа с отбора на Интер.
От 1961 до 1965 г. играе в Рома, с които печели Копа Италия през 1964 г. Там записва 106 мача и 27 гола, след което преминава в редиците на АК Милан, където отбелязва 1 гол в 11 мача. Следващата година преминава в отбора на Леко, с които изпада в Серия Б.
Завършва кариерата си в отбора на ФК Дженоа, след което се заема с треньорската професия в Италия. През годините е наставник и на няколко отбора от по-долните дивизии.

## Отличия
- Шампион на Италия: 1

Милан: 1963/64
- Копа Италия: 1

Рома: 1964
- Купа на панаирните градове: 1

Рома: 1961
- Копа Америка: 1

Аржентина: 1957
- Голмайстор на Серия А: 1

Интер (33): 1958/59 (рекорд)
| Капитани на ФК Интер | Капитани на ФК Интер                 | Капитани на ФК Интер |
| -------------------- | ------------------------------------ | -------------------- |
| Предшественик        | Период                               | Наследник            |
| Джовани Инверници    | Антонио Валентин Анджелило 1958-1961 | Бруно Болки          |